# Амфорные клейма
А́мфорные клейма (клеймение амфор) — товарный знак, который ставился на амфоры для закрепления авторства и достоверности подлинности сосуда. Если на сосуде стояло клеймо, это означало, что амфора соответствует утверждённым стандартам размеров и формы отдельных частей амфоры (ручек, тулова, горловины, плечиков), и её объёмов. Наряду с клеймом форма амфоры, форма ручек. а также материал (глина, песок), из которого они изготовлены указывали на место её изготовления. Массовое систематическое клеймение керамической тары, в том числе и амфор, осуществлялось главным образом в V—I веках до н. э. во многих известных средиземноморских и причерноморских центрах производства керамической тары.
Амфоры являются самым массовым материалом на греко-римских и многих варварских памятниках античного времени в Средиземноморье и Причерноморье. Античные амфоры — узкоспециализированный вид тары, приспособленный для транспортировки в основном жидких и некоторых других продуктов на судах. Чаще всего в них перевозили вино, масло, зерно, рыбопродукты. Некоторые амфоры периода эллинизма имеют клейма, которые позволяют определить дату изготовления сосуда. Встречаются сосуды римского времени с надписями, указывающие дату заполнения амфоры. Амфорная тара, наравне с монетами, это важнейший датирующий материал для определения времени существования различных археологических объектов и слоёв. Традиция клеймить производимую керамическую тару возникла в Древней Греции. Клейма отпечатывались на сосудах по сырой глине ещё до их высыхания и последующего обжига. Для создания оттиска использовали специально вырезанный из камня штамп. Клеймилась далеко не каждая амфора. Клейма на свои изделия ставили как сами мастера, так и чиновники-астиномы, одна из должностей которых предусматривала контроль за продукцией городских мастерских, в том числе керамических. Клеймо чаще всего ставилось на одну или обе ручки сосуда, реже на горловину, его ножку или тулово. Встречаются амфоры с несколькими клеймами. Клейма по своему виду очень разнообразны. На них мог быть изображён только какой-нибудь символ, или указывалось имя мастера или владельца мастерской (полное или сокращённое). Иногда на клейме могло быть несколько имён, в том числе и астинома. Часто имена дополнялись изображениями различных предметов или животных.
В качестве винной тары амфоры использовались первично, когда вино обычно не хранились дольше 5—7 лет. Вторичное их использование, как правило, продолжалось до 12—20 лет (редко дольше). Часто товарное вино виноделы продавали оптовым покупателям в пифосах (долиях), а его розлив по амфорам производился торговцем-посредником или прямым потребителем. Покупатели должны были освободить пифосы до следующего нового урожая. Иногда розлитое вино дополнительно выдерживалось в амфорах в течение 2—4 лет. Не всегда амфоры имели вторичное применение. В крупных античных центрах, имеющих стабильные поставки товаров в амфорах, большое количество тары просто выбрасывали, а в небольших сельских поселениях их использовали как ёмкости для воды, сыпучих продуктов, кратковременного хранения вина, в строительстве или для детских погребений.
Известные крупные центры производства керамической тары: Хиос, Фасос, Лесбос, Менда, Милет, Аканф, Родос, Книд, Кос, Коринф, Гераклея, Пепарет, Парос, Икос, Синопа, Херсонес, Колхида, Эрифры и др. Но не все греческие центры клеймили амфорную тару. В основном штампы на амфорах происходят из греческих центров бассейна Эгейского моря — Родос, Фасос, Кос, Книд и др.), а также черноморских полисов — Синопы, Гераклеи Понтийской, Херсонеса.